# ۱۳ ژانویه
۱۳ ژانویه سیزدهمین روز سال در گاه‌شماری میلادی است. ۳۵۲ روز (در سال‌های کبیسه ۳۵۳روز) تا پایان سال باقی است.

## زادروزها
- ۱۶۸۳ - کریستف گراپنر، آهنگساز آلمانی (د. ۱۷۶۰)
- ۱۸۸۲ - آلویس هیتلر، برادر ناتنی آدولف هیتلر
- ۱۹۷۵ - دانیل کلمان، نویسنده

## درگذشت‌ها
- ۱۴۵۲ - احمد ترابی، صوفی مصری
- ۲۰۰۳ - میرزا بابایف، بازیگر و خواننده آذربایجانی

## جُستارهای وابسته
- ویکی‌پدیا:یادبودهای برگزیده/۱۳ ژانویه